# Девлет-Сарай
Девлет-Сарай  - історико-культурний комплекс, що розташований у Салачику (Старосілля) на околиці Бахчисарая, на території палацового комплексу другої столиці Кримського ханства. З об’єктів палацового комплексу, що був на цьому місці з другої половини XV ст. до 1532 р. (до заснування Бахчисарая), сьогодні відкриті для огляду мавзолей (дюрбе) перших Ґереїв (1501), в якому поховані вісімнадцять членів правлячої сім’ї, в тому числі Хаджі І Ґерай (помер 1466 р.), його син Менґлі І Ґерай (помер 1515 р.) та онук Сахіб I Ґерай (помер 1551 р.)
Поруч із мавзолеєм знаходяться руїни мечеті, ймовірно, XV ст. Тут же розміщена будівля єдиного збереженого в Криму вищого навчального закладу ханського часу - Зинджирли-медресе(1500-1501). По сусідству з медресе 2008 р. виявлені і нині відкриті для огляду руїни ханських лазень (хаммам) XV ст. Окрім об’єктів періоду Кримського ханства, на цій території є могила видатного кримськотатарського просвітителя, редактора і письменника-публіциста І. Гаспринського (1851—1914), а також нова будівля медресе Зинджирли (1909), в якій розташувався Музей історії кримськотатарської державності, науки і культури «Девлет» (Відділ Кримського історичного музею «Ларішес») та Науково-дослідний центр музею. Колекцію музею «Ларішес» почали формувати з 2004 р. у Франції, проте існувала вона у форматі інтернет-музею. Сьогодні вона налічує понад 1 500 оригіналів найцінніших експонатів ХІІІ-ХХ ст., придбаних засновником музею «Ларішес» Гулівером Альтіним у 35-ти країнах світу, у понад 300 містах